# Рестоніца (річка)
Рестоніца (фр. Restonica корс. Restonica) — річка Корсики (Франція). Довжина 18,1 км, витік знаходиться на висоті 1 711  метрів над рівнем моря витікаючи з гори Монте Ротондо (Monte Rotondo) (2 622  м). Впадає в річку Тавіняно на висоті 389 метр над рівнем моря.
Протікає через комуну Корте і тече територією департаменту Верхня Корсика та його кантоном Корте (Corte).